# Cappella della Bruna

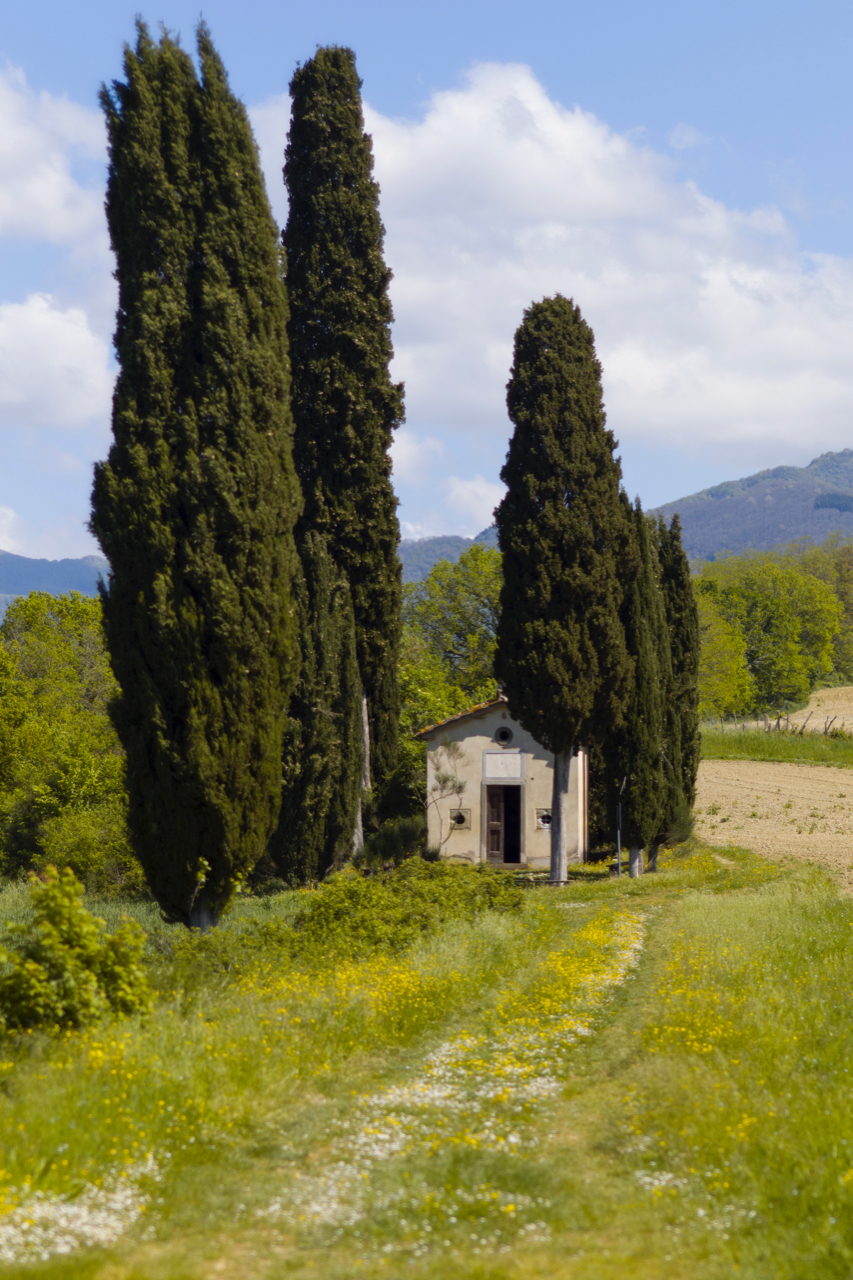
Cappella della Bruna a Vespignano (FI) (foto Massimo Battista)

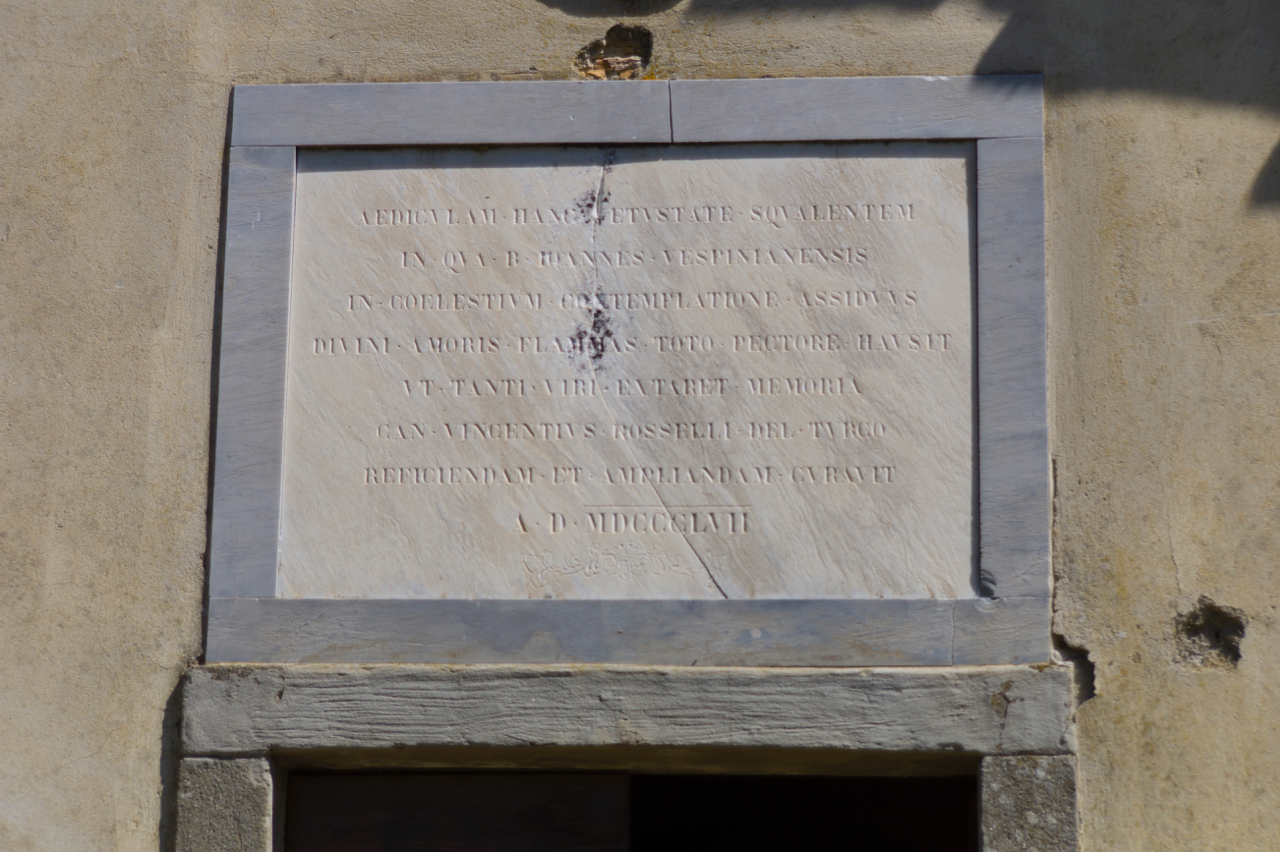
Iscrizione sopra ingresso Cappella della Bruna a Vespignano (FI) (foto Massimo Battista)

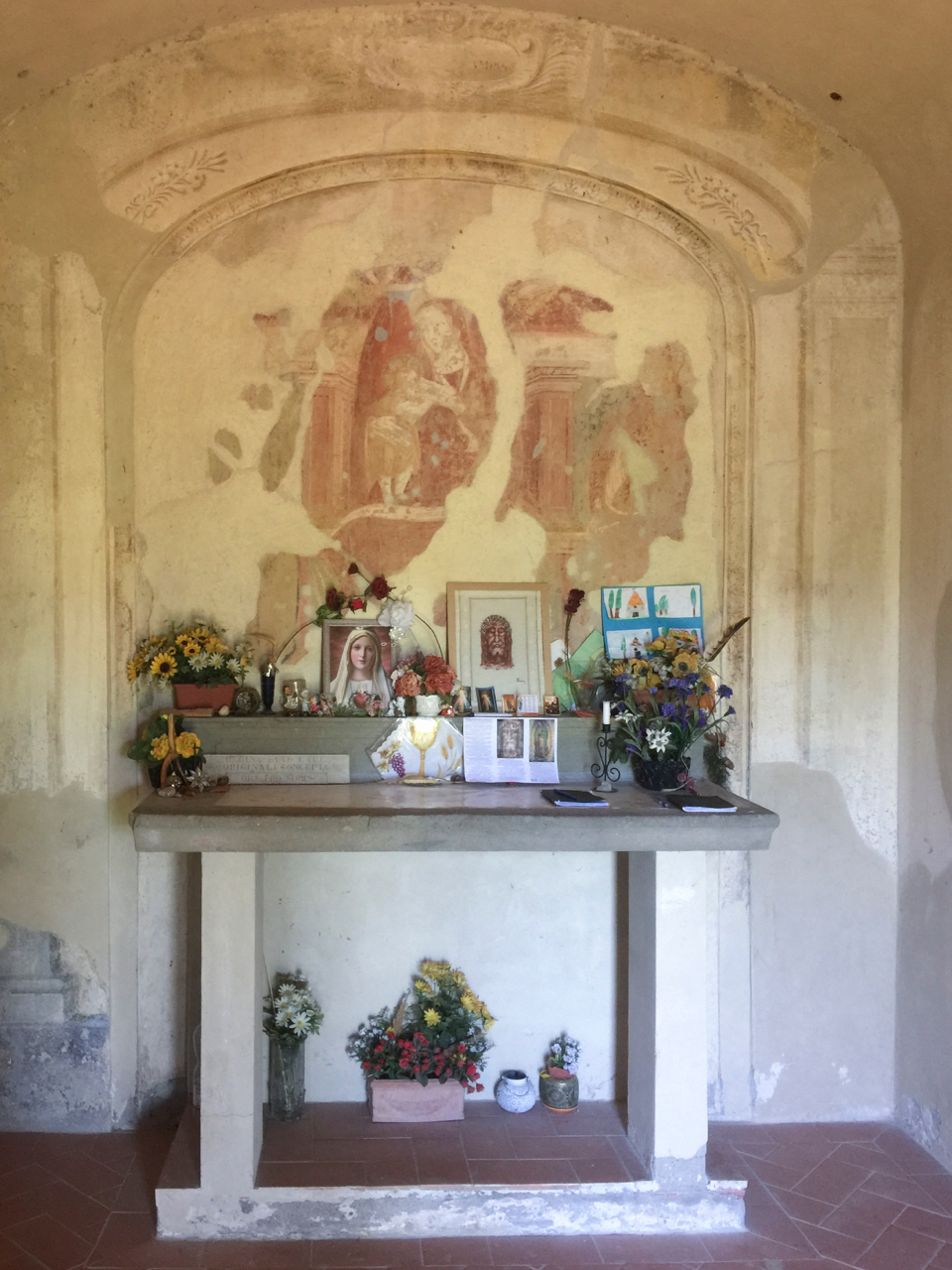
Interno Cappella della Bruna a Vespignano (FI) (foto Massimo Battista)

La cappella della Bruna si trova nel comune di Vicchio.
La cappella testimonia del culto secolare tributato nel Mugello al beato Giovanni, nato a Vespignano nel 1234 e morto a Firenze nel 1331. Le spoglie del Beato furono traslate da San Pier Maggiore in Firenze a San Giovanni Maggiore presso Ronta nel 1801. Già dal 1723 una sua reliquia si venerava in Santa Maria a Olmi (Borgo San Lorenzo). Secondo la tradizione, da giovane Giovanni Bruni usava la cappella come luogo di raccoglimento.

## Descrizione
L'aspetto attuale del piccolo edificio, con facciata a due spioventi ed interno ad aula unica, si deve ad un intervento di restauro del XIX secolo ricordato da una tabella di marmo collocata sulla porta dell'edificio. Nel 1985 sono stati effettuati interventi di consolidamento delle strutture e il restauro dell'affresco dell'altare, raffigurante una Madonna del latte, di bottega fiorentina della metà del XV secolo. L'affresco è attribuito da alcune fonti a Paolo Schiavo.